# Palast der Schirwanschahs

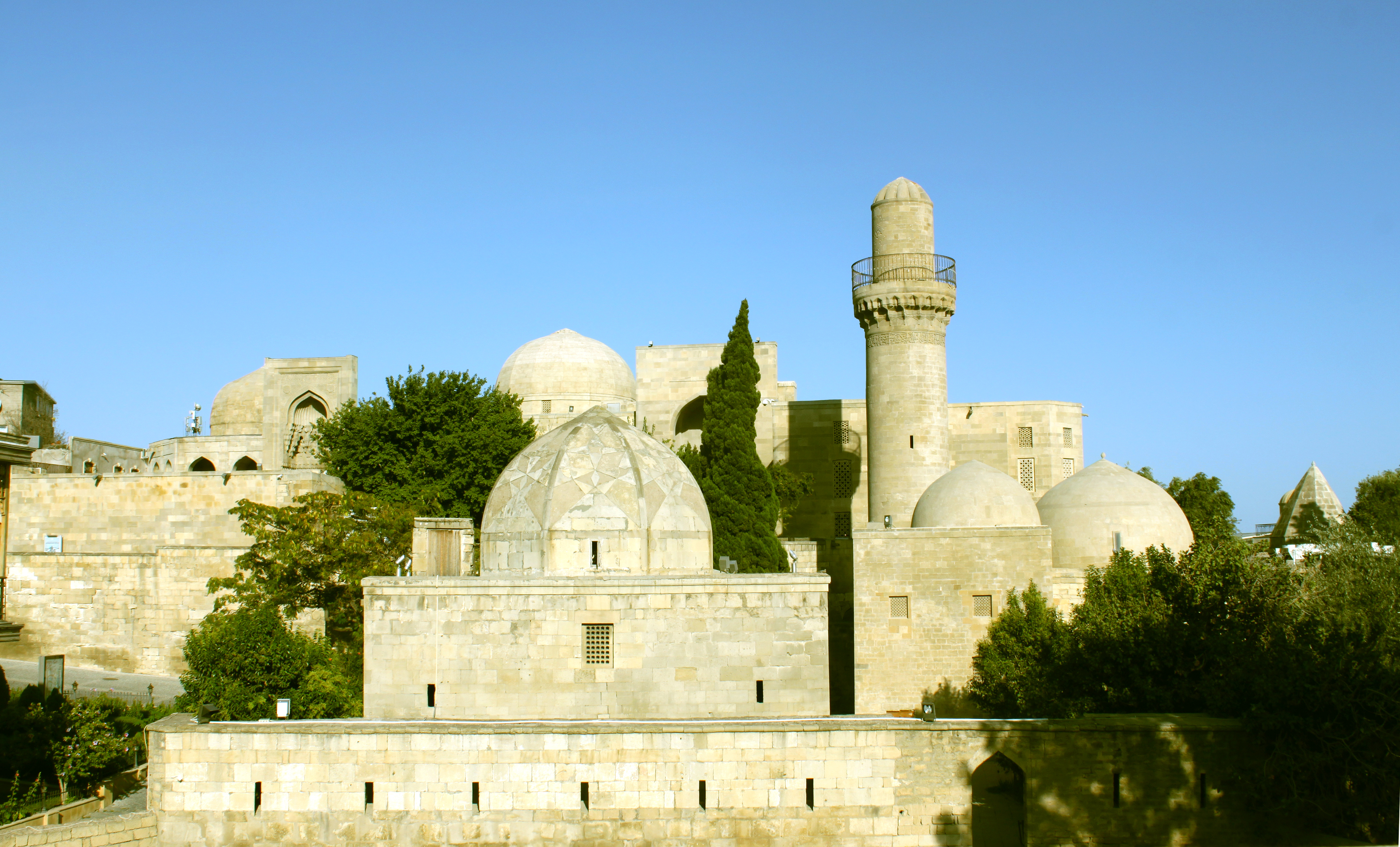
Palast der Schirwanschahs

Der Palast der Schirwanschahs (aserbaidschanisch Şirvanşahlar sarayı Schirwanschahlar sarayı) ist ein Komplex der herrschaftlichen Bauten auf dem Gipfel des Hügels von İçəri Şəhər in Baku, Aserbaidschan. Unter diesem Namen wird oft auch nur der eigentliche Wohnpalast verstanden. Die Schirwanschahs waren eine muslimische Dynastie, die in der Region Schirwan im Gebiet des heutigen Aserbaidschans regierte.

## Die Palastanlage

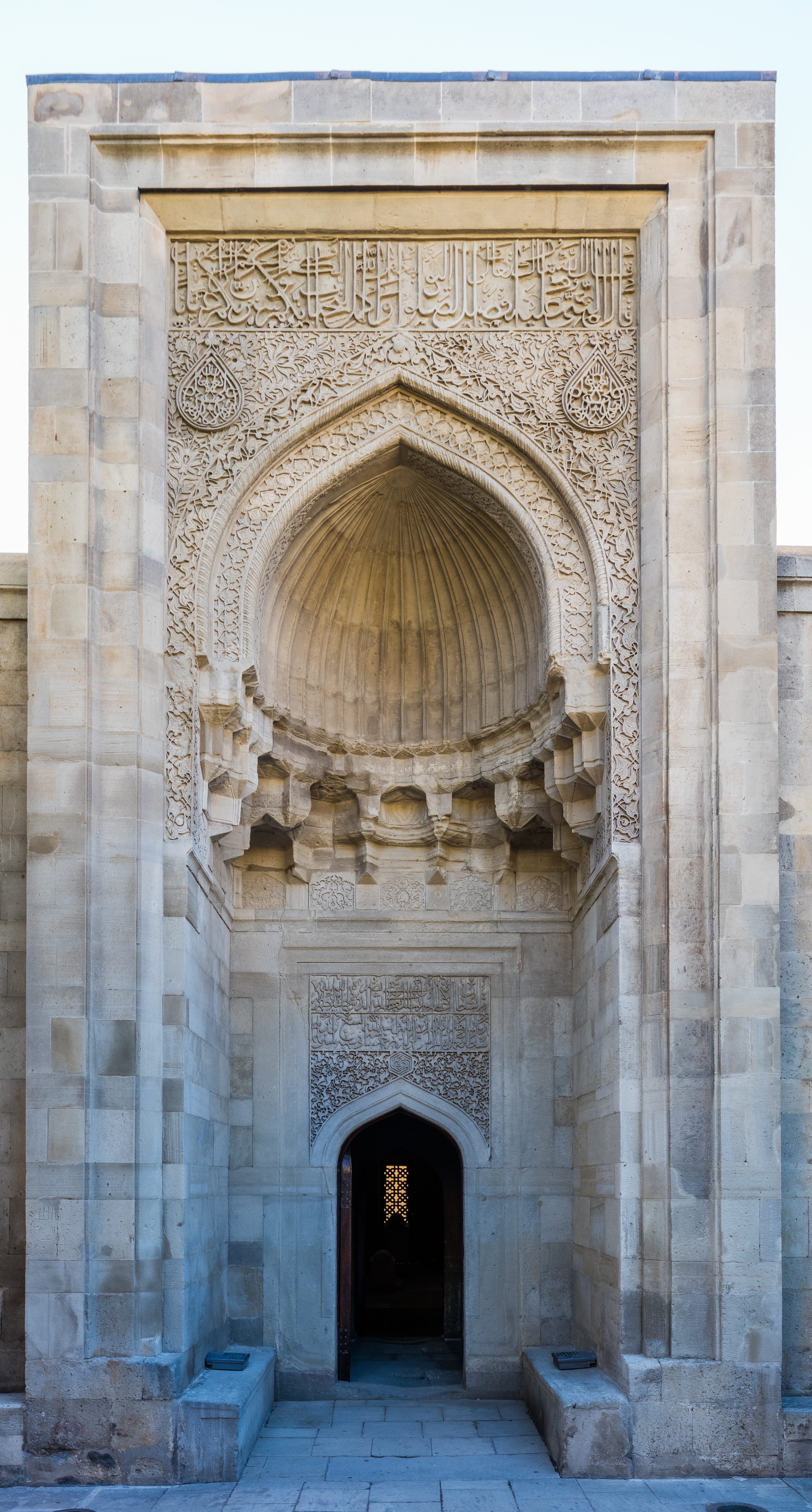
Türbe (Mausoleum) der Schirwanschahs

Zum Ensemble gehören das Mausoleum der Schirwanschahs, der Jungfrauenturm, die Schah-Moschee, das Grabmal des Seyid Yahya Bakuvi, das Murad-Tor, der Divanxana (Versammlungshaus), die Key-Gubad-Moschee und das Badehaus.
Der Wohnpalast ist der älteste Bau des Komplexes. Mit dem Bau wurde 1411 unter Schah Ibrahim I. begonnen, als die Hauptstadt endgültig nach Baku verlegt wurde. Die Bauarbeiten dauerten fast zehn Jahre. Der Palast besteht aus zwei identischen Stockwerken, auf jedem sind bis zu 25 Räume. Das unterste Stockwerk des Gebäudes beherbergt die Lagerräume und die Räumlichkeiten der Diener.
Der älteste Saal, der achteckige Divanchana diente feierlichen Zeremonien. Er steht in einiger Entfernung zu den übrigen Bauten in der Mitte eines viereckigen Arkadenhofes. Dem Saal schließt sich ein Raum kleineren Umfanges an, der als Vestibül und Verbindung zu den Zimmern des oberen Stockwerkes diente. Die westliche Fassade wird von einem reich verzierten Portal gebildet, bekrönt von einer Kuppel.
Im 18. Jahrhundert wurde der Palastkomplex bei einem Bombardement durch die russische Marine schwer beschädigt. Seitdem wurden zahlreiche Restaurierungen vorgenommen. Im Jahr 2000 wurde der Palast der Schirwanschahs als Teil der historischen Altstadt İçəri Şəhər zum Weltkulturerbe der UNESCO ernannt.

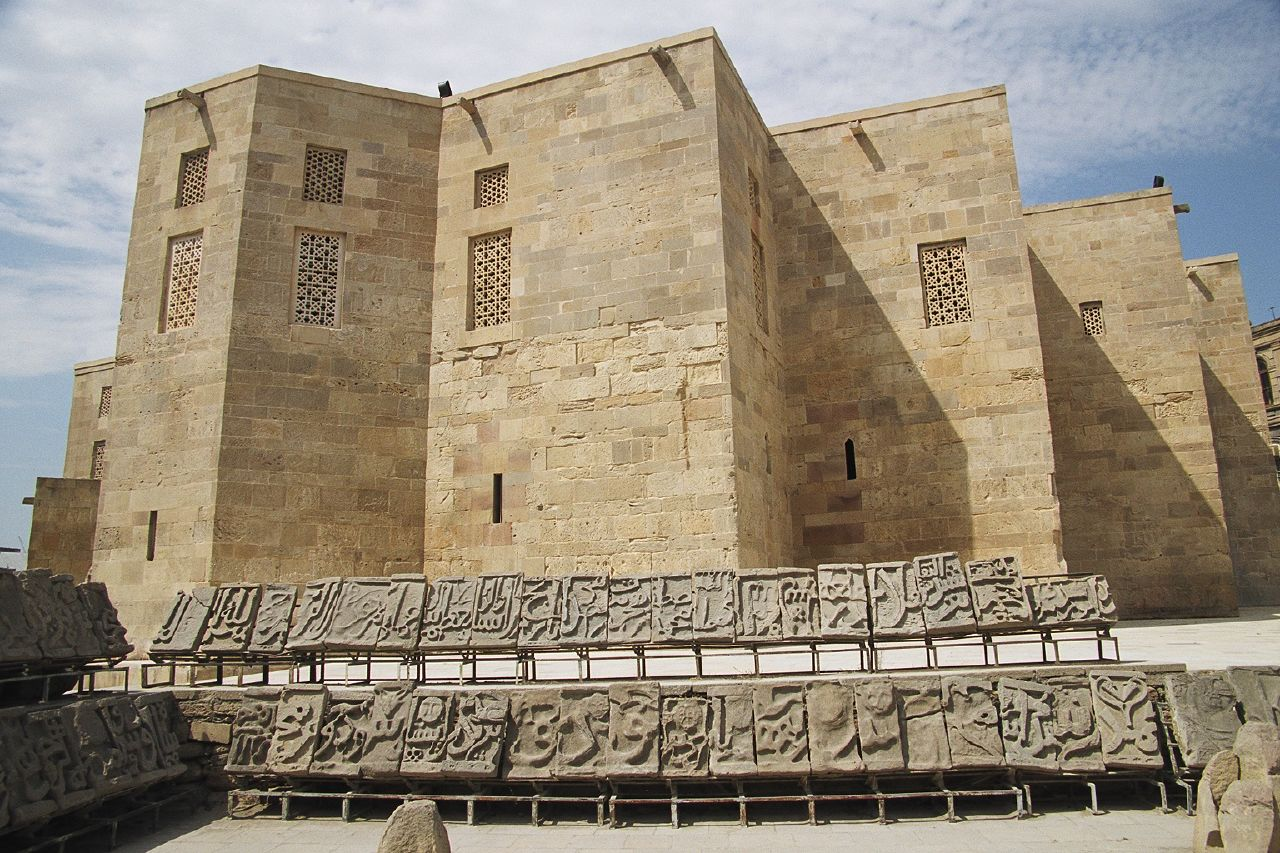
Palast der Schirwanschahs
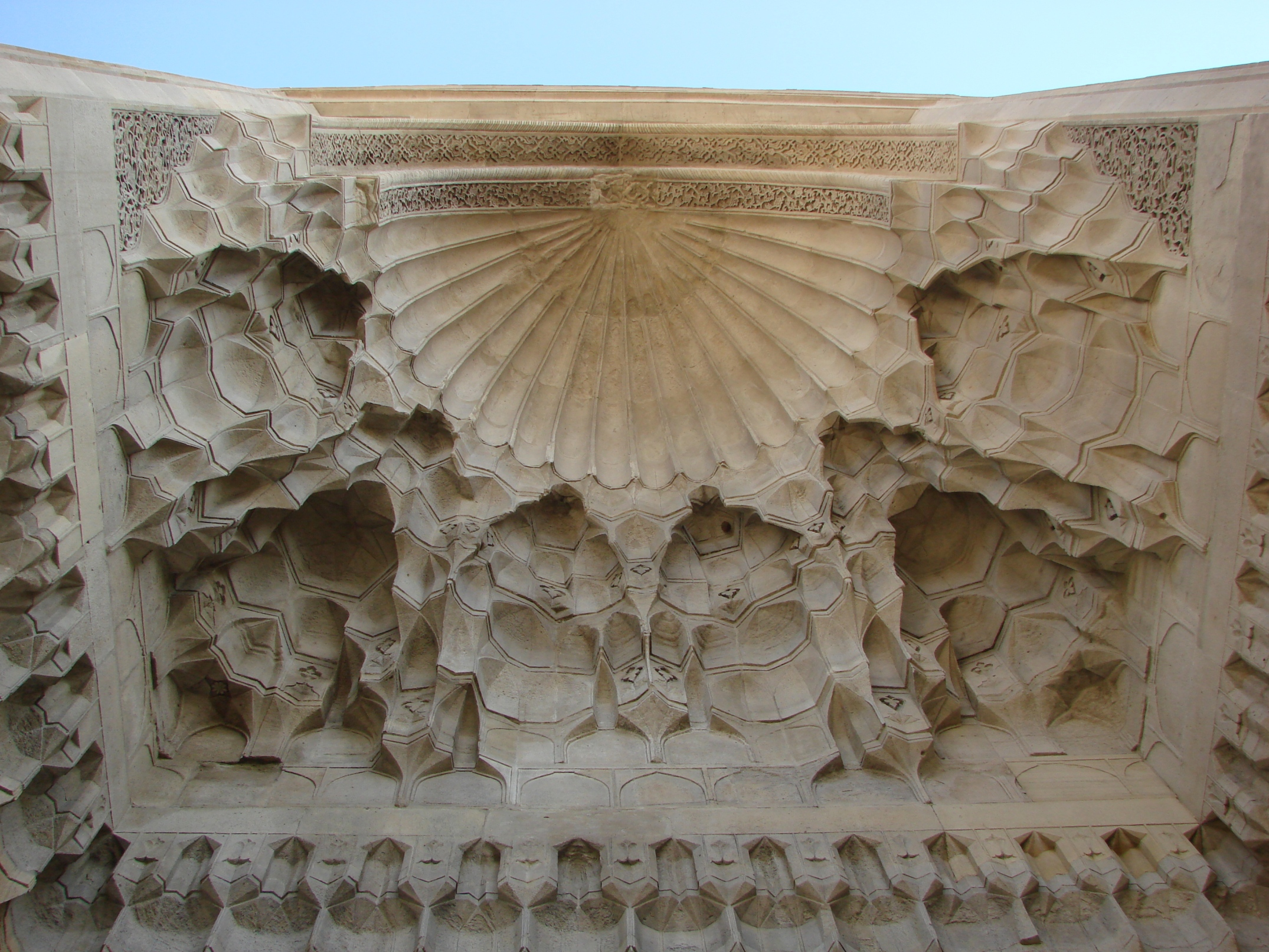
Portal zum Palast mit Muqarnas
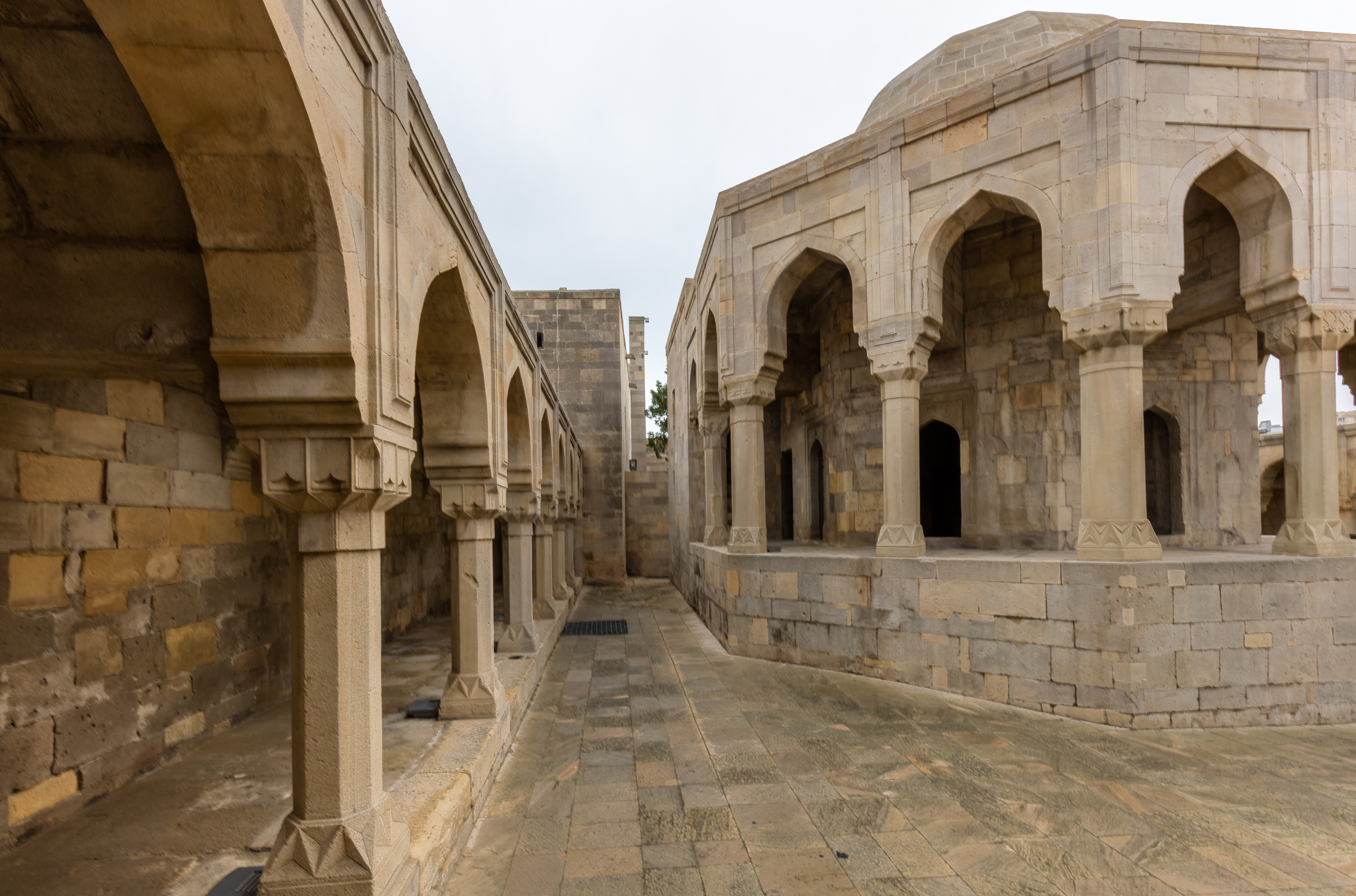
Divanchana